# Los crímenes de Van Gogh
Los crímenes de Van Gogh es una novela del filósofo, escritor, periodista y guionista cinematográfico argentino José Pablo Feinmann publicada en 1994.
A pesar de su trama policial, la obra no se limita a este género narrativo y hace una reflexión sobre la actualidad social de aquel momento a través de la parodia y el grotesco.

## Argumento
Fernando Castelli, cinéfilo protagonista de esta novela, trabaja por las mañanas en un videoclub y por las tardes en una productora. Su vida no vale demasiado comparada con las tramas sublimes, los gestos inolvidables y las frases magistrales de las películas que conserva en su memoria como recuerdos propios. Su admiración por Hitchcock remeda la ausencia del padre y lo distrae de Doña Clara, su madre, tan indeseable como la de Norman Bates, el asesino de Psicosis. En síntesis, su adicción al celuloide crece a la par de su hastío de la realidad.
La repentina aparición de Jack el Destripador cambia su vida: alentado por este personaje, Fernando se propone escribir un guion excepcional, encarnándolo en la vida real. Como el mismo dice: "Mi imaginación es tan inmensa, tan desmesurada, que no sólo puede crear la ficción, sino también la realidad". Así comienzan a sucederse una serie de crímenes sanguinarios a medida que la escritura del guion avanza.
Novela policial, parodia bizarra de la sociedad en pleno gobierno menemista y homenaje a las obras maestras del séptimo arte, Feinmann construye aquí una trama de intensa complejidad (en la que se cruzan Borges y Chandler) que devuelve la magia del cine a través de la literatura, o viceversa.
- Datos: Q3677149